# Océano Proto-Tetis
El océano Proto-Tetis fue un océano que existió desde finales del período Ediacárico al Carbonífero (550-330 Ma). Se trata del predecesor del océano Paleo-Tetis. El océano se formó cuando Pannotia se desintegró y Proto-Laurasia (Laurentia, Báltica y Siberia) se dislocó del supercontinente que se convertiría en Gondwana. El océano Proto-Tetis se formó entre estos dos supercontinentes. El océano estaba bordeado por el océano Panthalassa al norte, separado por arcos insulares y Kazakhstania. 
El océano Proto-Tetis se amplió durante el Cámbrico. El océano estaba en su máxima extensión desde finales del Ordovícico al Silúrico Medio. El océano estaba situado entre Siberia al oeste y Gondwana al este. El océano comenzó a disminuir durante el Silúrico Tardío, cuando China del Norte y China del Sur se desgajaron de Gondwana y se dirigieron hacia el norte. A finales del Devónico, el microcontinente de Kazakhstania colisionó con Siberia, disminuyendo el océano aún más. El océano se cerró cuando el cratón del Norte de China colisionó con Siberia-Kazakhstania durante el Carbonífero, mientras el océano Paleo-Tetis se ampliaba.